# Феофилатьевы
Феофилатьевы (Фефилатьевы, Фифилатьевы) — древний русский дворянский род, от князей Прусских.
При подаче документов (26 марта 1686) для включения рода в Бархатную книгу, была представлена совместная родословная роспись Кузминых и Феофилатьевых, а также указная грамота Бориса Фёдоровича Годунова (1603).
Род внесён в VI часть дворянской родословной книги Владимирской губернии.

## Происхождение и история рода
Предок рода, князь Михаил Степанович прусский, выехал из Прусской земли в Великий Новгород и крестился (конец XIII-начало XIV века). У сего князя было два сына Твердислав (в крещении Семён) — родоначальник Кузминых, и Павша (в крещении Ананий) — родоначальник Феофилатьевых.
Род Кузминых и Феофилатьевых— Новгородских, как сказано в старинных родословцах, до новгородского взятия, «владельцов больших степенных посадников».

## Известные представители
- Феофилатьев Григорий Иванович — воевода (1580—1639).
- Феофилатьев Василий Григорьевич — стольник, воевода в Саратове (1650—1651), Борисоглебске (1656), Дорогобуже (1664—1666).
- Феофилатьев Василий — воевода в Валуйках (1654)[6].